# Babycurus centrurimorphus
Espèce
Babycurus centrurimorphus est une espèce de scorpions de la famille des Buthidae.

## Distribution
Cette espèce se rencontre au Kenya, au Rwanda, en Tanzanie, au Congo-Kinshasa et au Mozambique.

## Description
Babycurus centrurimorphus mesure de 55 à 65 mm.

## Publication originale
- Karsch, 1886 : « Skorpionologische Beiträge. I. Ueber einen sizilianischen Skorpion. II. Uebersicht der Gruppe Buthina (Androctonina). III. Ueber einen neuen Opisthacanthus (Peters). » Berliner entomologische Zeitschrift, vol. 30, no 1, p. 75–79 (texte intégral).